# Fleury-devant-Douaumont
Fleury-devant-Douaumont je obec ve Francii. Leží v arrondissementu Verdun v departementu Meuse v regionu Grand Est.
Pod názvem Fleury je uvedena v roce 1793. Před první světovou válkou bylo Fleury-devant-Douaumont zemědělskou a dřevařskou vesnicí s více než 400 obyvateli. Za války spadlo do oblasti zone rouge, kde probíhaly nejprudší boje – v průběhu bitvy u Verdunu prošla přes vesnici šestnáctkrát fronta. Všechny stavby byly zničeny a protože místní půda byla plná nevybuchlé munice a zamořená bojovými plyny, bylo po válce rozhodnuto ves neobnovovat. Fleury však oficiálně zůstalo jednou z francouzských obcí, i když se uvádí počet obyvatel nula. Spolu s dalšími sídly zničenými ve válce získalo čestný titul Mort pour la France.
Díky organizaci Département du Déminage byla část území obce zbavena min a je navštěvována turisty jako součást verdunského bojiště, kde se zachovala některá původní opevnění. V roce 1967 zde byl vybudován památník Mémorial de Verdun a v roce 1979 pamětní kaple Notre-Dame-de-l'Europe, kde se 22. září 1984 setkali François Mitterrand a Helmut Kohl a deklarovali usmíření obou zemí.
Zastupitelé vesnice Allemagne v Normandii se v roce 1916 rozhodli odstranit původní název, který připomínal nepřátelské Německo, a přejmenovali se na počest zničené obce na Fleury-sur-Orne.